# 同じ星
「同じ星」（おなじほし）は、秋山奈々の4枚目のシングル。TBS系列『がっちりマンデー!!』のエンディングテーマ。

## 作品概要
- 前作からおよそ半年振りとなるシングル。歌手デビュー2年目最初の作品であり、初の3曲収録シングル。
- 2枚目のシングル「オレンジ色」からの楽曲提供者である山本健太郎が作曲を手がけている。
- 「オレンジ色」以来（2作ぶり3度目）となるカヴァー収録曲は、坂本真綾の「走る」。
- 前作までは初回盤（CD+DVD）と通常盤（CD）による2パターンリリースであったが、本作にはなく、1枚目のシングル「わかってくれるともだちはひとりだっていい/夜明け前」と同じになっている（特典にトレーディングカード付随）。
- シングルのタイトルはそれまで横書きだったが、『光と影のパレット』と同じく縦書きになっている。

## 収録曲
1. 同じ星（作詞・作曲：山本健太郎　編曲：中崎英也）
秋山曰く、それまでの作品に比べ、詞が難しくなっているとのこと。
2. やわらかな痛み （作詞・作曲：山本健太郎　編曲：多田三洋）
3. 走る （作詞：岩里祐穂　作曲：菅野よう子　編曲：川端良征）
坂本真綾の「走る」のカヴァー。以前からカヴァー収録の候補だった曲。
4. 同じ星 (inst) （作曲：山本健太郎　編曲：中崎英也）
5. やわらかな痛み (inst) （作曲：山本健太郎　編曲：多田三洋）
6. 走る (inst) （作曲：菅野よう子　編曲：川端良征）